# Диков, Борис Александрович
Борис Александрович Диков (18 марта 1918 — 24 марта 2006) — российский кларнетист и музыкальный педагог. Заслуженный деятель искусств РСФСР (1980).

## Биография
Окончил музыкальное училище в Йошкар-Оле (1937), военно-дирижёрский факультет Московской консерватории (1942), затем там же класс кларнета (1944, ученик Александра Семёнова) и наконец адъюнктуру Высшего училища военных дирижёров (1945). Кандидат искусствоведения (1951), доктор искусствоведения (1987). С 1945 года преподавал в Московской консерватории (с 1952 доцент, с 1967 профессор), с 1959 года также на военно-дирижёрском факультете Московской консерватории (с 1960 доцент, с 1979 профессор).
Дикову принадлежат учебно-методические труды «О дыхании при игре на духовых инструментах» (М., 1956), «Методика обучения игре на духовых инструментах» (М., 1973), «Школа игры на кларнете системы Т. Бёма» (М., 1975), «Методика обучения игре на кларнете» (М., 1983). Среди учеников Дикова — военный дирижёр, народный артист Украины, профессор Александр Салик, известный американский кларнетист-виртуоз, профессор Джульярдской школы музыки (Нью-Йорк) Чарльз Найдик, известная саксофонистка, народная артистка России, профессор Маргарита Шапошникова и другие заметные музыканты.

## Награды
- заслуженный деятель искусств РСФСР (26.08.1980)
- медаль «За трудовую доблесть» (14.10.1966)